# Dean Komel
Dean Komel, slovenski filozof in pedagog, * 7. junij 1960, Bilje.
Na Filozofski fakulteti v Ljubljani je študiral filozofijo in primerjalno književnost; po študiju pri Bernhardu Waldenfelsu in Klausu Heldu v Nemčiji je leta 1995 doktoriral na temo hermenevtične kritike antropologistične orientacije v sodobni filozofiji. Danes je profesor za sodobno filozofijo in filozofijo kulture na Oddelku za filozofijo Filozofske fakultete Univerze v Ljubljani.
Poleg tega je predsednik Fenomenološkega društva v Ljubljani ter deluje v več uredništvih revij in knjižnih zbirk za filozofijo in kulturo. Od leta 2005 tudi vodi raziskovalne dejavnosti na humanističnem inštitutu Nove revije. Predaval je na številnih univerzah in mednarodnih simpozijih.
Leta 2003 je prejel Zoisovo nagrado za vrhunske znanstvene dosežke na področju filozofije.
Njegova razpravljanja se dotikajo predvsem filozofskega razumevanja sodobnosti. V tem kontekstu je razvil tudi filozofsko obravnavo jezika, zgodovinskosti, umetnosti, medkulturnosti in humanistike. Podaja tudi družbene in kulturne kritike.